# Associazione Pallacanestro Napoli
L'Associazione Pallacanestro Napoli è stata una società di pallacanestro napoletana, attiva in ambito maschile e femminile. Lo stemma societario era costituito da una lettera N bianca, su sfondo azzurro.

## Storia
Fondata il 14 marzo 1930 dal marchese Pietro De Stefano, nel 1931 debuttò nel campionato nazionale maschile di pallacanestro di massima serie, la Divisione Nazionale. Inserita nel girone A, non riuscì però a qualificarsi per la finale scudetto arrivando seconda dietro alla Ginnastica Roma (poi campione d'Italia).
L'anno successivo venne inserita nel girone D insieme ai cugini della S.E.F. Partenopea Virtus e ai campioni in carica della Società Ginnastica Roma. Il Napoli iniziò benissimo il campionato andando addirittura a espugnare Roma nella prima giornata (risultato eccezionale se si pensa che i romani erano campioni in carica) per poi andare a travolgere i cugini della Partenopea nella seconda partita. Nel girone di ritorno gli azzurri si fecero però battere in casa dalla Roma, che li raggiunse in testa alla classifica. I romani andando poi a battere una settimana dopo la Partenopea li superarono temporaneamente in classifica.
Nell'ultima partita del girone il 24 maggio il Napoli era intenzionato a vincere assolutamente il derby contro la Partenopea in modo da costringere la Roma allo spareggio. La partita venne però sospesa con il Napoli in vantaggio e venne poi annullata e fatta ripetere dal Giudice Sportivo. Il Napoli riuscì a travolgere la Partenopea e a raggiungere in vetta la Roma, rendendo necessario uno spareggio tra le due formazioni. Lo spareggio si giocò a Formia alla fine di maggio e vide prevalere i partenopei sui romani che riuscirono così nell'impresa di eliminare i campioni in carica dal torneo.

La squadra femminile, fotografata nel 1932. Da sin.: Rosaria Imparato, Renata Borgstrom, V. Brun (all.), Isabella Panzini, Maria Colonna di Stignano, Egle Chiurazzi, Toy Carrara, Luisa Krebs.

Il girone finale si disputò tra la fine di maggio e l'inizio di luglio e doveva essere originariamente a quattro squadre, ma il ritiro del G.U.F. Torino rese monco il torneo, costringendo la Federazione a modificare il calendario. Il Napoli si fece ben valere nel torneo, battendo per ben due volte il Dopolavoro Borletti di Milano, ma si fece battere per ben due volte dalla Ginnastica Triestina, e dovette dire addio allo scudetto. Gli azzurri si classificarono comunque secondi, un risultato comunque prestigioso.
Nella stagione 1933 il Napoli venne inserito di nuovo nello stesso girone eliminatorio della Roma e stavolta si fece sopraffare dai capitolini, venendo da essi eliminati (la Roma vinse poi lo scudetto in quella stagione).

### Squadra femminile
La sezione femminile dell'A.P. Napoli fu la prima a svolgere attività cestistica femminile a Napoli. La prima squadra chiuse al secondo posto il Campionato 1932, in seguito alla sconfitta in finale contro la Gioiosa Milano; nello stesso anno vinse i Littoriali disputati a Bologna.
La squadra napoletana fu inoltre la prima squadra a disputare un incontro internazionale tra squadre femminili in Italia: Napoli vinse 48-8 contro la squadra di Bruxelles.
Per cinque anni consecutivi (dal 1932 al 1936) si classifica secondo in campionato, subendo sempre la beffa di perdere le finali per lo scudetto contro le compagini milanesi: dapprima il Gioiosa (1932), poi il Canottieri (1933, 1934 e 1935), infine l'Ambrosiana-Inter (1936) le soffiano lo scudetto, battendola nella finale. Una volta cambiata denominazione in GUF Napoli, finalmente la società partenopea si aggiudica lo scudetto, vincendo il campionato 1941 grazie al miglior quoziente canestri a pari punti con Ambrosiana-Inter e GUF Milano. Secondo alcune fonti, nel 1942 avrebbe vinto il suo secondo scudetto, mentre altre fonti assegnano il titolo al GUF Milano.

## Cronistoria

### Sezione maschile
| Cronistoria dell'Associazione Pallacanestro Napoli (maschile) |
| --- |
| - 14 marzo 1930 · Fondazione dell'Associazione Pallacanestro Napoli. - 1931 · 2ª nel girone A di Divisione Nazionale. - 1932 · 1ª nel girone D di Divisione Nazionale, 2ª nella fase finale. - 1933 · 3ª nel girone C di Divisione Nazionale. - 1934 · 4ª nel girone B di Divisione Nazionale. - 1935 · 4ª nel girone A di Divisione Nazionale. - 1935-1936 · 3ª nel girone C di Divisione Nazionale. - 1936-1937 · 5ª nel girone B di Divisione Nazionale. - 1937-1938 · 8ª in Serie A. - 1938 · Cambia denominazione in Società Sportiva Napoli. - 1938-1939 · 9ª in Serie A, retrocessa in Serie B. - 1939 · Diventa GUF Napoli. - 1939-1940 · 1ª nel girone D di Serie B, 1ª nel girone finale, promosso in Serie A. - 1940-1941 · 9ª in Serie A. - 1941-1942 · 6ª in Serie A. - 1942-1943 · 9ª in Serie A. - 1945 · Diventa Associazione Pallacanestro Napoli. - 1945-1946 · 1ª nel girone Napoli B di qualificazione, 1ª nel girone semifinale Centro-Sud B di Serie A, 3ª nel girone finale Centro-Sud. - 1946-1947 · 2ª nel girone eliminatorio IX di Serie A, 1ª nel girone C di qualificazione, 2ª nel girone D di semifinali. - 1947-1948 · 4ª nel girone B di Serie A. - 1948-1949 · 10ª in Serie A. - 1949-1950 · 14ª in Serie A, retrocessa in Serie B. - 1950-1951 · 6ª nel girone B di Serie B. - 1951-1952 · 1ª nel girone B di Serie B, promossa in Serie A. - 1952-1952 · 11ª in Serie A, retrocessa in Serie B. - 1953-1954 · 6ª nel girone D di Serie B. - 1954-1955 · 4ª nel girone D di Serie B. - 1955-1956 · 8ª nel girone B di Serie A, retrocessa in Serie B. - 1956-1957 · 2ª nel girone D di Serie B, vince gli spareggi promozione, promossa in Serie A. - 1957-1958 · 4ª nel girone B di Serie A. - 1958 · Si fonde con la Partenope Napoli Basket. |

### Sezione femminile
| Cronistoria dell'Associazione Pallacanestro Napoli (femminile) |
| --- |
| - 1930 - Il 14 marzo fondazione dell'Associazione Pallacanestro Napoli. - 1931 · - 1932 - Perde la finale scudetto contro il Gioiosa di Milano. - 1933 - Perde la finale scudetto contro il Canottieri Milano. - 1934 - Perde la finale scudetto contro il Canottieri Milano. - 1935 - 2º nel girone finale di Divisione Nazionale (approfittando della penalizzazione per rinuncia della Triestina). - 1936 - Perde la finale scudetto contro l'Ambrosiana-Inter. - 1936-37 · - 1937-38 - ?° in Divisione Nazionale. Cambia denominazione in GUF Napoli. - 1938-1939 · Società Sportiva Napoli, 3ª nel girone finale di Prima Divisione. - 1939-40 - 2º nel girone A della Divisione Nazionale. - 1940-41 - Campione d'Italia (per miglior quoziente reti). - 1941-1942 · 4ª nel Girone B di Serie A. - 1942-43 - ?° nel Girone A della Serie A. - 1943-45: attività sospesa - 1945-1950 - 1950-1951 · 2ª nel Girone finale di Serie B, promossa in Serie A. - 1951-1952 · 8ª in Serie A, retrocessa in Serie B. - 1952-1953 · 4ª nel Girone finale di Serie B. - 1953-1954 · nel Girone D di Serie B. - 1954-1955 · 6ª nel Girone C di Serie B. - 1955-1971 · - 1971-72 · 2ª in Serie B. |